# Иванников, Иван Андреевич
Иванников Иван Андреевич (р. 1961) — доктор юридических и политических наук, профессор кафедры теории и истории государства и права Южного федерального университета, Академик Петровской академии наук и искусств (Санкт-Петербург), 16 марта 2005 года Ивану Андреевичу присвоено ученое звание профессора, по кафедре теории и истории государства и права, а в 2010 году награждён знаком «Почетный работник высшего профессионального образования Российской Федерации». С 2019 года уволился из ЮФУ и проживает в городе Сочи. В настоящее время работает на кафедре теории, истории государства и права Сочинского филиала Всероссийского государственного университета юстиции (РПА Минюста России)

## Биография
Иван Андреевич Иванников родился 2 ноября 1961 года.
Окончил философский и юридический факультеты Ростовского государственного университета. После окончания университета был приглашен на преподавательскую работу. Сочетая преподавательскую и научно-исследовательскую работу на кафедре теории и истории государства и права, И. А. Иванников 19 сентября 1995 года защищает в Саратовской государственной академии права (СГАП) кандидатскую диссертацию на тему «Проблемы государственного устройства в русской политико-правовой мысли второй половины XIX века (М. А. Бакунин, К. Д. Кавелин, К. П. Победоносцев)» (Problems of a state system in Russian policy-legal thought of the second half of the XIX century (M.A.Bakunin, K.D.Kavelin, K.P.Pobedonostsev) «теория права и государства, история права и государства; история правовых и политических учений». В работе представлены три конкурирующие теоретические модели развития Российской империи: анархистская, либеральная и консервативная.
В 2000 году в СГАП специальности теория права и государства, история права и государства; история правовых и политических учений Иванников защитил диссертацию на соискание научной степени доктора юридических наук по теме «Проблема эволюции формы государства в русской политико-правовой мысли XIX—XX веков». В 2006 году в Северо-Кавказской академии государственной службы Иванников защитил вторую докторскую диссертацию по политическим наукам на тему «Эффективность государственной власти в Российской Федерации: теоретико-методологический анализ».